# 진주 창애정
진주 창애정(晉州 蒼崕亭)은 대한민국 경상남도 진주시 지수면에 있는 건축물이다. 2018년 7월 12일 경상남도의 문화재자료 제649호로 지정되었다.

## 지정사유
진주 창애정은 조선 후기에 전형적 부농층 주거이다. 건축된 구조적 원형이 안채와 사랑채에 부분적으로 잘 남아 았으며, 근대시기에 이를 보수 변형하여 한옥의 변천과정이 잘 드러나는 가옥으로 건축시기가 명확하고, 구조적 변형의 근거도 잘 보존되어 있는 가옥으로써 교육적 역사적 자료 등으로 활용가치가 높아 문화재자료로 지정하여 보존하고자 한다.

## 참고 문헌
- 진주 창애정 - 국가유산청 국가유산포털